# Ghana ai Giochi della XXVI Olimpiade
Il Ghana partecipò ai Giochi della XXVI Olimpiade, svoltisi ad Atlanta, Stati Uniti, dal 19 luglio al 4 agosto 1996, con una delegazione di 35 atleti impegnati in quattro discipline.

## Risultati

### Calcio
- Uomini

| Atleta | Classifica |                  |
| --- | --- | ---------------- |
| V · D · M Nazionale olimpica ghanese · Calcio ai Giochi olimpici estivi 1996 1 Kingson · 2 Nettey · 3 Welbeck · 4 Baidoo · 5 J. Addo · 6 Dodoo · 7 S. Kuffour · 8 Yahaya · 9 Ahinful · 10 Akonnor · 11 Duah · 12 Aboagye · 13 Kennedy · 14 Ebenezer · 15 Saba · 16 S. Addo · 17 E. Kuffour · 18 Amoako · CT : Arday | 8° |                  |
| Nazionale olimpica ghanese · Calcio ai Giochi olimpici estivi 1996 | |                  |
| 1 Kingson · 2 Nettey · 3 Welbeck · 4 Baidoo · 5 J. Addo · 6 Dodoo · 7 S. Kuffour · 8 Yahaya · 9 Ahinful · 10 Akonnor · 11 Duah · 12 Aboagye · 13 Kennedy · 14 Ebenezer · 15 Saba · 16 S. Addo · 17 E. Kuffour · 18 Amoako · CT: Arday                                                                               | 1 Kingson · 2 Nettey · 3 Welbeck · 4 Baidoo · 5 J. Addo · 6 Dodoo · 7 S. Kuffour · 8 Yahaya · 9 Ahinful · 10 Akonnor · 11 Duah · 12 Aboagye · 13 Kennedy · 14 Ebenezer · 15 Saba · 16 S. Addo · 17 E. Kuffour · 18 Amoako · CT: Arday | Ghana (bandiera) |